# Saint-Caprais-de-Lerm
Saint-Caprais-de-Lerm (okzitanisch Sant Caprasi de l’Èrm) ist eine französische Gemeinde mit 703 Einwohnern (Stand: 1. Januar 2022) im Département Lot-et-Garonne in der Region Nouvelle-Aquitaine (vor 2016: Aquitanien). Sie gehört zum Arrondissement Agen und zum Kanton Le Sud-Est Agenais.

## Geografie
Saint-Caprais-de-Lerm liegt im Agenais, acht Kilometer östlich von Agen. Umgeben wird Saint-Caprais-de-Lerm von den Nachbargemeinden Sauvagnas im Norden, Saint-Robert im Nordosten, La Sauvetat-de-Savères im Osten, Puymirol im Südosten, Saint-Pierre-de-Clairac im Süden, Castelculier im Südwesten sowie Bon-Encontre im Westen.

## Bevölkerungsentwicklung
| Jahr                       | 1962 | 1968 | 1975 | 1982 | 1990 | 1999 | 2006 | 2013 | 2022 |
| -------------------------- | ---- | ---- | ---- | ---- | ---- | ---- | ---- | ---- | ---- |
| Einwohner                  | 350  | 304  | 302  | 414  | 452  | 476  | 546  | 654  | 703  |
| Quellen: Cassini und INSEE |      |      |      |      |      |      |      |      |      |

## Sehenswürdigkeiten
- Kirche Saint-Caprais, Monument historique seit 1926

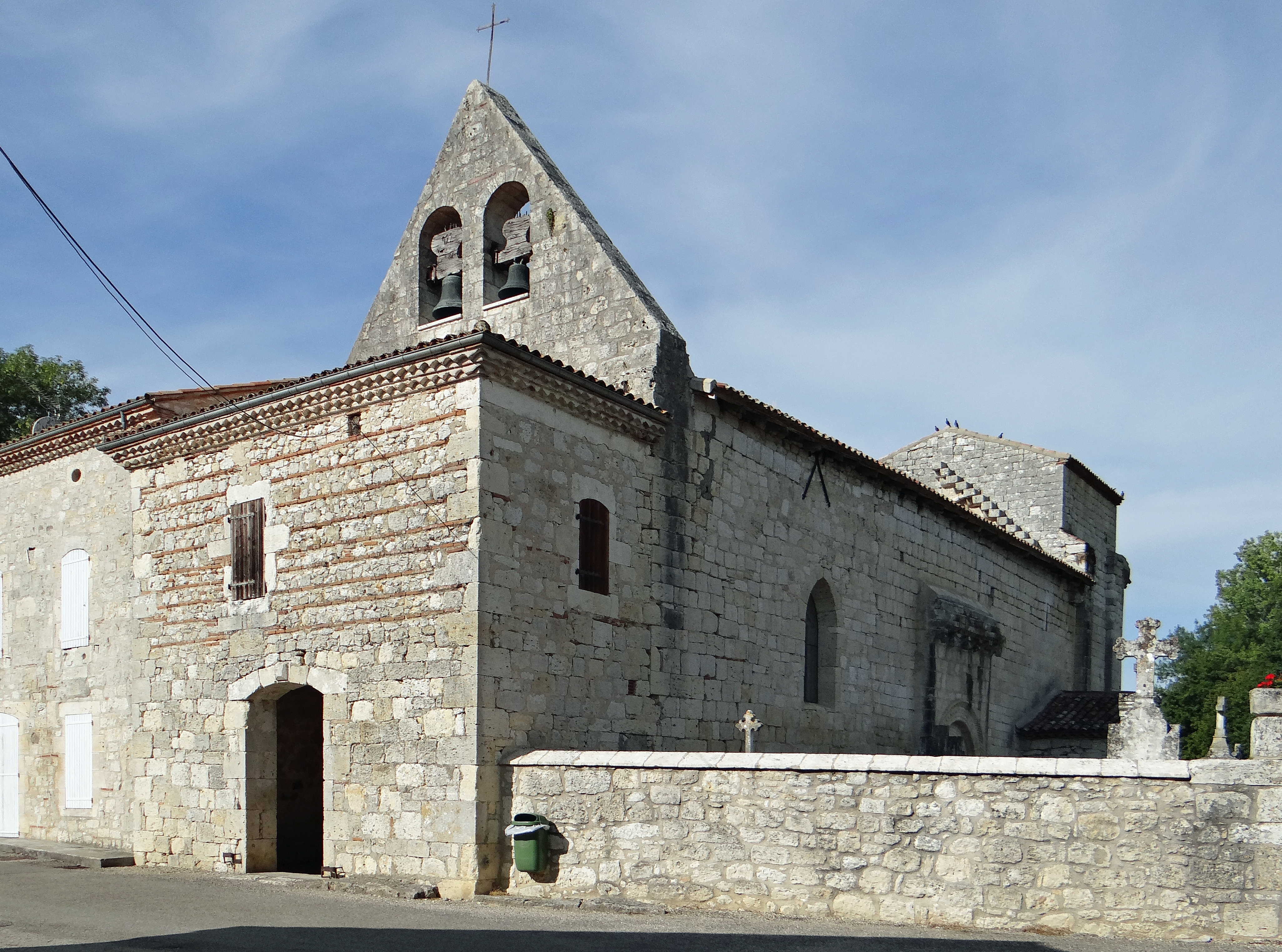
Kirche Saint-Caprais